# Добровольная молодёжная дружина

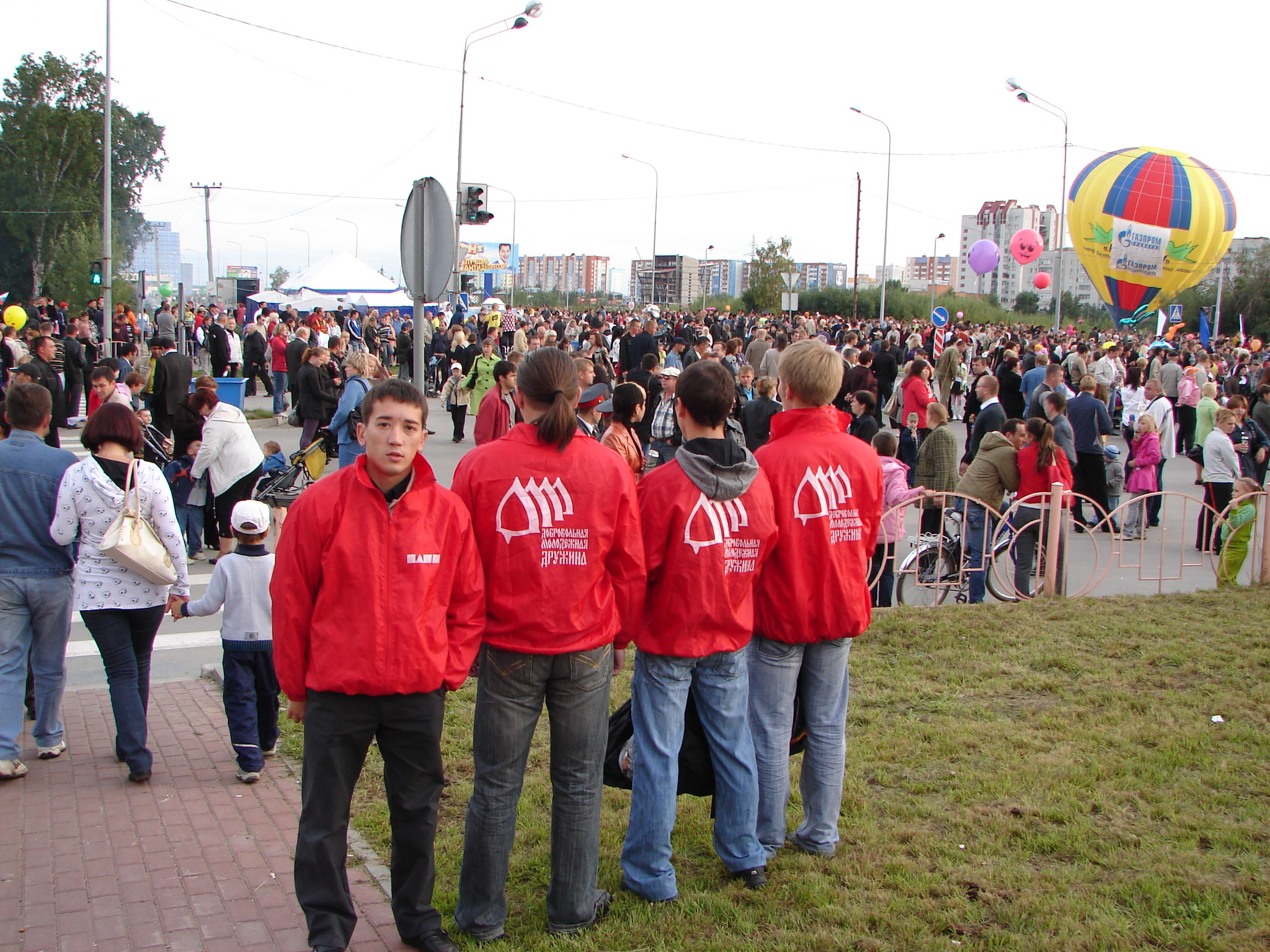
ДМД — Добровольная молодёжная дружина, Федеральный проект движения НАШИ. отряды ДМД на празднике дня города Сургут. (2009)

Добровольная молодёжная дружина (ДМД) — межрегиональная общественная молодёжная организация по содействию правоохранительным органам. Федеральный проект движения «Наши» и «Росмолодёжь». С 2009 года Межрегиональная ассоциация «Добровольные дружины страны». Была единственной централизованной организацией дружинников в современной России, существовавшей в регионах с мая 2006 до августа 2011. Самые сильные подразделения ДМД находились в Тамбове, Туле, Саранске, Ярославле и Санкт-Петербурге. Центральный штаб находился в Туле.
Организация была частично воссоздана по советскому образцу народных дружин (ДНД). Но в отличие от советской организации, которая на уровне государственной программы СССР поощряла участников ДНД льготами (бесплатный проезд, оплачиваемые отгулы и предоставление дополнительных дней к отпуску по основному месту работы), новая организация ДМД не являлась государственной и проводила работу на добровольных началах, в большинстве областей не имела даже помещений.

## История
В мае 2006 года «нашистами» было организовано направление «Добровольная молодёжная дружина» (ДМД).
В 2008 г. движение разделилось на самостоятельные проекты, «ДМД» выделилось в общественную организацию. В 2009 на Всероссийском слёте регионального актива Дружины в лагере Селигер при поддержке Росмолодёжь проект был реорганизован в Межрегиональную ассоциацию «Добровольные дружины страны».
21 и 26 ноября 2009 г. в Новосибирске и Краснодаре состоялась вторая и третья Всероссийская конференция ДМД под названием «Южный форпост», на которой присутствовали командиры региональных подразделений и представители правоохранительных органов.
На 2010 год подразделения ДМД находились в городах: Москва, Санкт-Петербург, Смоленск, Курск, Владимир, Сургут, Тамбов, Екатеринбург, Самара, Ульяновск, Томск, Елец, Новосибирск, Краснодар, Калуга, Нижний Новгород, Тула, Ярославль.
В 2011 году Росмолодёжь прекратила финансирование этого проекта, подразделения в регионах были распущены. Часть командиров подразделений на местах частично сохраняла свою деятельность, которая носила символический характер.

#### Внешние отличия
В отличие от советской ДНД, участники которой ходили с нагрудным значком и с красной повязкой на рукаве, участники ДМД носили красные и белые болоньевые куртки с изображением символики организации (на спине куртки — эмблема ДМД, спереди — эмблема движения «Наши» или логотип ДМД). В жаркую погоду участники носили чёрные, красные или белые футболки с изображением на груди символики дружины. На форуме Селигер с 2005 по 2008 гг. участники ДМД носили чёрные футболки, на спине были изображены буквы НАШИ.
На символике ДМД изображены четыре богатырских шлема и надпись «Добровольная молодёжная дружина».

#### ДМД «Северный волк»
На 2012 год подразделение ДМД действовало преимущественно в Новосибирске на базе военно-исторического спортивного клуба «Северный волк» под руководством командира Романа Быкова.

## Направление работы
Содействие правоохранительным органам МВД России в патрулировании улиц, профилактика правонарушений, охрана общественного порядка на различных мероприятиях, работа с трудными подростками, шефская помощь детским домам и ветеранам. Наиболее специфичной сферой деятельности являлись антитеррористические мероприятия. Совместно с МВД и ФМС проводились рейды, направленные на выявление незаконных иммигрантов и лиц, подозреваемых в связях с террористическими группами.

## Интересные факты
В 2010 году в Самаре подразделение ДМД было создано из бывших участников ДПНИ, которые распустили отделение и перешли в дружину. Ранее участники ДПНИ были замечены в сотрудничестве со штабом ДМД в Москве. Сам Василий Якеменко открыто заявлял в своих видеороликах о ДМД, что намерен привлечь молодых людей в этот проект как противовес экстремизму и национализму.